# Holomitrium arboreum
Holomitrium arboreum är en bladmossart som beskrevs av Mitten 1869. Holomitrium arboreum ingår i släktet Holomitrium och familjen Dicranaceae. Inga underarter finns listade i Catalogue of Life.